# Fundação Municipal de Desportos de São Bento do Sul
A Fundação Municipal de Desportos (FMD) de São Bento do Sul é um órgão vinculado à prefeitura do município de São Bento do Sul, Santa Catarina, responsável pela gestão e promoção do esporte na cidade. A entidade organiza competições esportivas, administra espaços públicos voltados à prática esportiva e incentiva a participação da comunidade em diversas modalidades.

## História
A FMD foi criada com o objetivo de fomentar o esporte no município, promovendo eventos, competições e programas de incentivo ao esporte amador e profissional. Em janeiro de 2022, houve uma mudança na administração, com Luciano Weidner assumindo a presidência da fundação, sucedendo Antonio Jauri da Costa. 

## Competições e Eventos
A FMD organiza anualmente diversas competições esportivas. Entre os principais campeonatos promovidos estão: 
- Campeonato Municipal de Futebol de Campo - (masculino e feminino)
- Campeonato Municipal de Futsal (1.ª e 2.ª divisão) - Masculino
- Campeonato Municipal de Futsal - Feminino
- Campeonato Municipal de Society (1.ª e 2.ª divisão) - Masculino
- Campeonato Municipal de Society - Feminino
- Campeonato Municipal de Voleibol (masculino e feminino)
- Campeonato Municipal de Basquete (masculino e feminino)
- Campeonato Municipal de Bocha
- Campeonato Municipal de Handebol (masculino e feminino)
- Campeonato Municipal de Society de Veteranos (40+)
- Jogos de Verão (Beach Tennis, Vôlei de Areia, Futebol de Areia, Futevôlei, Handbeach, Supino)
- Jogos dos Idosos (diversos esportes, adaptados ou não)
- Xadrez
- Entre outros.

## Jogos Escolares de Santa Catarina (JESC)
Os Jogos Escolares de Santa Catarina (JESC) na fase municipal de São Bento do Sul, são uma das competições mais tradicionais organizadas pela FMD (junto à Fesporte), reunindo alunos de 12 a 17 anos das escolas da cidade. O evento tem como objetivo incentivar a prática esportiva entre os jovens, revelando novos talentos e promovendo o espírito esportivo. Em 2024, a fase municipal de São Bento do Sul do JESC contou com 483 alunos inscritos, com competições em modalidades como handebol, vôlei de praia, judô e karatê. 

## Escolinhas e Times Municipais
A FMD mantém escolinhas esportivas espalhadas pelos ginásios da cidade, oferecendo treinamento para crianças e adolescentes em diversas modalidades. Além disso, a fundação inscreve e transporta equipes representando o município de São Bento do Sul em competições em outros municípios e estados.
Algumas das principais equipes municipais incluem:
- Associação São-bentense de Basquetebol (ASBB/FMD): A equipe sub-16 masculina alcançou o terceiro lugar na fase regional das Olimpíadas Estudantis de Santa Catarina.
- Handebol São Bento – Equipe destaque nos Jogos Abertos de Santa Catarina.

## Destaques
São Bento do Sul tem se destacado no cenário esportivo nacional e internacional, com atletas locais conquistando medalhas em diversas modalidades. No taekwondo, os irmãos Rafaela e Arthur Meirelles da Costa brilharam no Campeonato Pan-Americano de 2023, realizado na República Dominicana. Rafaela sagrou-se campeã na categoria cadete até 61kg, enquanto Arthur conquistou o ouro na categoria júnior até 73kg, tornando-se bicampeão pan-americano. 
Além dessas conquistas internacionais, os atletas de São Bento do Sul têm obtido resultados expressivos em competições estaduais. Na 35ª edição dos Joguinhos Abertos de Santa Catarina, a delegação local conquistou 22 medalhas, evidenciando a força do esporte são-bentense. 
Na Olimpíada Estudantil Catarinense (OLESC), os atletas da cidade também se destacaram, alcançando pódios em diversas modalidades.  Atletismo
- Na 22ª Olimpíada Estudantil Catarinense (OLESC), a atleta Thaciane Martins Rodrigues conquistou a medalha de bronze nos 100 metros rasos, destacando-se como uma das velocistas promissoras do estado. [7]

Judô
- Durante o Troféu Santa Catarina para Menores, realizado em Itapema, os judocas de São Bento do Sul conquistaram quatro medalhas: uma de prata com Eduardo Zaleski e três de bronze com Gustavo Drevek, Henrique Hruschka e Silmara Zapora.  [8]

## Paranatação
São Bento do Sul tem se consolidado como uma potência na paranatação brasileira, alcançando resultados expressivos em competições nacionais. Entre os dias 22 e 24 de junho de 2023, a equipe de paranatação da Fundação Municipal de Desportos (FMD) e do São Bento Clube de Natação (SBCN) participou do Campeonato Brasileiro de Natação Paralímpica, realizado no Centro de Treinamento Paralímpico, em São Paulo. A delegação foi composta pelos atletas Anna Beatriz da Silva Santos, Carlos Eduardo Rodrigues Leite e Eric Tobera, sob a orientação dos técnicos Rui Menslin e Thaís Menslin, com o apoio dos diretores da FMD, Rodrigo Ribas e Claudia Moreira. 
Os resultados foram notáveis:
- Eric Tobera: Campeão brasileiro nas provas de 50 metros livre (classe S4) e 50 metros peito (classe SB3), além de vice-campeão nos 150 metros medley (classe SM4).
- Anna Beatriz da Silva Santos: Terceiro lugar nos 50 metros costas (classe S5) e sexto lugar nos 100 metros livre (classe S5).
- Carlos Eduardo Rodrigues Leite: Quarto lugar nos 50 metros peito (classe SB2) e sexto lugar nos 50 metros costas (classe S3).

Anteriormente, entre 16 e 18 de maio de 2024, a mesma equipe participou da 1ª Fase Nacional de Natação do Circuito Loterias Caixa, também em São Paulo, conquistando um total de 10 medalhas: 
- Eric de Oliveira Tobera: 1 ouro e 3 pratas.
- Leticia Mulling: 1 ouro, 1 prata e 1 bronze.
- Carlos Eduardo Rodrigues Leite: 1 prata.
- Anna Beatriz da Silva Santos: 2 bronzes.

Nos Jogos Abertos Paradesportivos de Santa Catarina (Parajesc) de 2024, a equipe de paranatação de São Bento do Sul, composta por cinco paratletas, conquistou um total de 18 medalhas, evidenciando a inclusão e o desenvolvimento do paradesporto no município. 

## Atletas de Destaque

### Danielle Rauen
Danielle Rauen, natural de São Bento do Sul, é uma mesatenista paralímpica que conquistou a medalha de bronze nos Jogos Paralímpicos de 2016 no Rio de Janeiro, competindo na categoria Classes 6-10 por equipes.

### Eric de Oliveira Tobera
Embora nascido em Telêmaco Borba, Paraná, Eric treinou em São Bento do Sul sob a orientação do técnico Rui Meslin. Durante a pandemia, ele utilizou as instalações da Sociedade Ginástica e Desportiva São Bento para manter sua preparação, o que foi fundamental para a conquista da medalha de bronze no revezamento misto 4x50 metros livre nos Jogos Paralímpicos de Tóquio.

### Djenyfer Arnold
Djenyfer Arnold, também natural de São Bento do Sul, iniciou sua carreira na natação aos sete anos e, posteriormente, migrou para o triatlo. Representou o Brasil nos Jogos Olímpicos de Paris 2024, alcançando a 20.ª colocação na prova de triatlo feminino, sendo a melhor brasileira na competição.

## Estrutura e Apoio aos Atletas
A FMD utiliza ginásios municipais e escolares para treinamentos e competições, com destaque para o Ginásio Annes Gualberto. Além disso, a fundação oferece bolsas esportivas para atletas e técnicos, garantindo suporte financeiro para o desenvolvimento esportivo na cidade. Ainda, gerencia a piscina municipal, campos de society, bocha, atividades como hidroginástica e outras.

## Impacto na Comunidade e Desenvolvimento Esportivo
A atuação da Fundação Municipal de Desportos (FMD) de São Bento do Sul vai além da organização de competições e treinamentos. Suas iniciativas desempenham um papel fundamental na formação de jovens atletas, no incentivo à prática esportiva e na promoção da qualidade de vida da população.
Por meio de seus programas e eventos, a FMD possibilita que crianças, adolescentes e adultos tenham acesso ao esporte de forma estruturada, criando oportunidades para novos talentos e incentivando a inclusão social. Projetos como as escolinhas esportivas e os campeonatos municipais garantem que a população possa praticar diversas modalidades, fortalecendo o senso de comunidade e fomentando valores como disciplina, respeito e trabalho em equipe.
Além do impacto local, a participação de atletas são-bentenses em competições estaduais, nacionais e internacionais fortalece a identidade esportiva do município. Conquistas em eventos como os Jogos Abertos de Santa Catarina, os Jogos Escolares e campeonatos de nível internacional demonstram o resultado de um investimento contínuo no esporte. No paradesporto, São Bento do Sul também se destaca, tornando-se referência nacional na paranatação e mostrando como o incentivo adequado pode transformar vidas.
Com o suporte da FMD, São Bento do Sul não apenas se consolida como um polo esportivo em diversas modalidades, mas também reafirma o esporte como ferramenta de desenvolvimento humano e social.

## Portal digital da FMD
Desde 2023, a FMD conta com um portal digital onde é possível acompanhar campeonatos, calendário de eventos esportivos, realizar inscrições, acompanhar notícias e registros de todas as competições organizadas pela fundação. O site oficial é fmdsaobentodosul.digital.esp.br.